# 최호정 (서울특별시의원)
최호정(崔好廷, 1967년 10월 3일 ~ )은 대한민국의 서울특별시의원이다.

## 학력
- 이화여자대학교 식품영양학과 대학원 졸업(이학석사)
- 서울시립대학교 대학원 행정학과 박사과정 수료

## 경력
- 서울교대부설초등학교 녹색어머니 회장
- 한나라당 서울특별시당 서초구 을 당원협의회 차세대여성지회장
- 새누리당 서울특별시당 차세대여성위원장
- 2010년 7월 1일 ~ 2014년 6월 30일: 제8대 서울특별시의회 의원
- 2014년 7월 1일 ~ 2018년 6월 30일: 제9대 서울특별시의회 의원
- 국민의힘 서울특별시당 여성위원장
- 2022년 7월 1일 ~ : 제11대 서울특별시의회 의원
  - 2022.07~2024.06: 제11대 서울특별시의회 운영위원회 위원
  - 2022.07~2024.06: 제11대 서울특별시의회 보건복지위원회 위원
  - 2022.07~2024.06: 제11대 서울특별시의회 청소년 마음건강 특별위원회 위원
  - 2024.07~: 제11대 서울특별시의회 후반기 의장
- 2022.07~2024.06: 제11대 서울특별시의회 국민의힘 원내대표
- 2024.09~: 제19대 전반기 대한민국시도의회의장협의회 수석부회장

## 역대 선거 결과
|  | 57.44% |

|  | 54.80% |

|  | 38.62% |

|  | 67.87% |